# 佐藤雄亮
佐藤 雄亮（さとう ゆうすけ、1960年 - ）は、ロシア在留の日本人研究者である。ロシア文学専門であり、レフ・トルストイ研究で知られる。

## 経歴
- 山形県出身。
- 1985年4月早稲田大学ロシア文学科卒業。
- 1995年3月早稲田大学大学院博士課程修了。
- 1992年4月から1994年3月まで2年間、国立モスクワ教育大学大学院に国費留学。
- 東京学芸大学講師などを経て、現在はモスクワ大学日本語学科講師在職。

## 主な雑誌・論文
- 「『戦争と平和』の作品構造とジャンル」『早稲田大学大学院文学研究科紀要・露文関連文学・芸術学編』18集、1991年。
- 「『戦争と平和』における認識」『日本ロシア文学会』、1991年。
- 「『アンナ・カレーニナ』におけるシンボリカ-「小柄な髭もじゃの男」の意味」『ヴェースチ』3号、1994年。
- 「現在のロシアにおけるトルストイ研究」『ロシア文化研究』2号、1995年。
- 「『アンナ・カレーニナ』における「内的関係」-「赤い袋」と「小さな髭もじゃの男」について」『日本ロシア文学会 編』、1995年。
- 「アンドレーエフ『世界の薔薇』-スターリン時代の神秘思想」『ユリイカ』、1996年3月号。